# Jan Junga
Jan Junga (7. března 1936 Frýdek-Místek – 29. prosince 1954 státní hranice u Novosedel) byl český student, který byl v roce 1954 usmrcen při pokusu překročit státní hranici do Rakouska při útěku z Československa, když šlápl na nástražnou minu.
Narodil se v roce 1936 ve Frýdku-Místku. V době svého útěku žil v Lískovci a studoval Vyšší strojírenskou školu strojírenskou. Zároveň pracoval v Dole Jan Šverma v Ostravě.
Dne 28. prosince 1954 se pokusil ve večerních hodinách u Novosedel překročit státní hranici do Rakouska, která byla součástí Železné opony. Během svého pokusu o její překročení ovšem šlápl na minu, která jej velmi těžce zranila, když mu zcela utrhla spodní část pravé nohy. Poté byl převezen do nemocnice ve Valticích, kde o den později svým zraněním v ranních hodinách podlehl. Zpětně bylo zjištěno, že hranici se pokusil překročit spolu s další osobou, která nebyla nikdy vypátrána.
Vyšetřovací zpráva Státní bezpečnosti Jungovu smrt na hranici hodnotila kladně: „Ukázala se prakticky výhoda a důležitost nášlapných min v DZ, když výbuch miny prakticky zabránil narušitelům v proniknutí do zahraničí […] a narušitele Junga smrtelně mina zranila. Druhého narušitele výbuch miny uvedl do takové paniky, že strachem prchal do vnitrozemí. Hlídka svob. Rubeše projevila iniciativu a odhodlání narušitele pronásledovat, přesto, že Jung nebyl schopen prchati tohoto zadržela.“ Velitel místní brigády se poté zasazoval o zvýšení počtu kontrol a zpřísnění represí vůči lidem snažící se uprchnout do zahraničí. Za Jungovu smrt nebyl nikdy nikdo potrestán.[zdroj?]